# محمد المعز بلحسين
محمد المعز بلحسين (14 سبتمبر 1977 -) سياسي تونسي، يشغل منصب وزير السياحة في حكومة نجلاء بودن منذ 2021.

## السيرة الشخصية
استكمل بلحسين المرحلة الثالثة في الاقتصاد الدولي بكلية العلوم الاقتصادية والتصرف بتونس عام 2002، وحصل على على شهادة ختم الدروس بالمرحلة العليا بالمدرسة الوطنية للإدارة بتونس عام 2005 وعلى الماجستير في التحليل الاقتصادي وإدارة المشاريع من كلية العلوم الاقتصادية والتصرف بالجامعة الفرنسية «أوفارن» عام 2008.
شغل منصب مدير عام لشركة الترفيه السياحي، وهو عضو دائم بلجنة متابعة وتطوير ما يلزم لتنفيذ الاستراتيجية العربية للسياحة واللجنة الفنية بالأمانة العامة لجامعة الدول العربية.